# Atracotoxina
Las atracotoxinas (ACTX) son un grupo de toxinas presentes en el veneno de arañas de la familia Atracidae. Esta familia, nativa de la costa este de Australia, consta de 3 géneros (Atrax, Hadronyche e Illawarra) dentro de los cuales se agrupan 36 especies.

## Tipos
- δ-ACTX: atracotoxina que inhibe los canales de Na+ dependientes de voltaje
- ω-ACTX: atracotoxina que inhibe los canales de Ca2+ dependientes de voltaje de insectos
- J-ACTX:  atracotoxina de Janus selectiva a insectos

El primer grupo de toxinas aisladas fueron las δ-ACTX presentes en el veneno de Atrax robustus (δ-ACTX-Ar1, anteriormente conocido como robustoxina) y Hadronyche versuta (δ-ACTX-Hv1a, anteriormente conocida como versutoxina). δ-ACTX-Hv1b solo presenta toxicidad frente a mamíferos y no frente a insectos.

## Estructura química
δ-ACTX: son péptidos de 42 a 44 residuos con 4 puentes disulfuro intramoleculares que incluyen tres residuos de cisteína consecutivos en el centro de la estructura primaria.

ω-ACTX son péptidos de 36 o 37 residuos selectivas de insectos, de especial interés para el desarrollo futuro de bioplaguicidas e insecticidas. Lo que le da esa selectividad son dos residuos aminoacídicos próximos (Asn22 y Arg37) en uno de sus bucles el cual forma una horquilla más larga.

## Mecanismo de acción
δ-ACTX: inducen la activación y prolongación de los potenciales de acción de células excitables, que resulta en una liberación continua de acetilcolina de las terminaciones nerviosas presinápticas. Esto se produce por una inhibición de los canales de sodio dependientes de voltaje, tanto de mamíferos como de insectos, causando así un cambio en la corriente de Na+ y produciendo hiperpolarización de la membrana. Se inhibe la liberación del neurotransmisor aumentando así la acetilcolina, la noradrenalina y la adrenalina endógenas. 

Concretamente δ -ACTX-Ar1a provoca una prolongación de la duración del potencial de acción, acompañada de disparos repetitivos espontáneos, pero no despolariza el potencial de membrana en reposo.

Más concretamente se unen al receptor de neurotoxina 3 de los canales de sodio dependientes de voltaje, también llamado bucle S3/S4 del dominio IV. 
Esta acción es similar a la de las toxinas α de escorpión (aisladas de los venenos de Leiurus quinquestriatus hebraeus (Lqh-II) y Androctonus australis hector (Aah-II)) y las toxinas de la anémona de mar (antopleurina-A), pero no es igual ya que no poseen la misma estructura y no reaccionan con el receptor del mismo modo.

ω-ACTX: inhibe los canales de Ca2+ dependientes de voltaje específicamente de insectos.

## Toxicocinética
Los valores de DL50, para el veneno de araña macho es de 3,3 mg / Kg y para el veneno de araña hembra 50 mg / Kg de peso corporal. Para la δ- atracotoxina pura se determinó una DL50 de 0,15 mg / Kg en araña macho.

## Efectos tóxicos
Son de las arañas más venenosas para los humanos, pudiendo causar la muerte en 15 minutos después de su picadura. A pesar de que son picaduras graves, el envenenamiento por este tipo de arañas es un fenómeno poco común. Entre 1927 y 1981 se registraron 14 muertes, todas ellas causadas por la especie Atrax robustus.
Los primeros síntomas que aparecen tras el envenenamiento son: hormigueo en la boca y lengua, contracciones musculares en la cara, náuseas, vómitos, sudoración, salivación, lagrimeo y disnea. Con el paso del tiempo, los síntomas que pueden aparecer son: confusión, agitación, hipertensión seguida de hipotensión prolongada, acidosis metabólica, aumento de la presión intracraneal, midriasis, edema pulmonar, pudiendo desembocar en coma.

## Tratamiento
El tratamiento contra la picadura de araña primero requiere: inmovilizar el área afectada para que el veneno tarde más en esparcirse. Existe un antídoto que consiste en inmunoglobulinas G purificadas de conejo, que contienen anticuerpos frente a las sustancias tóxicas del veneno. Este se desarrolló en 1981 y es de acción rápida y altamente eficaz. En la actualidad, los pacientes tratados con antídoto suelen ser dados de alta del hospital dentro de uno a tres días. No se conocen muertes desde que se encuentra disponible.